# フランクリン郡 (ミシシッピ州)
フランクリン郡（フランクリンぐん、英: Franklin County）はアメリカ合衆国ミシシッピ州に位置する郡である。2000年現在、人口は8,448人である。郡庁所在地はミードビルである。

## 地理
アメリカ合衆国統計局によると、この郡は総面積1,468 km2 (567 mi2) である。このうち1,462 km2 (565 mi2) が陸地で6 km2 (2 mi2) が水地域である。総面積の0.38%が水地域となっている。

### 隣接する郡
- ジェファーソン郡 (北)
- リンカーン郡 (東)
- エイメット郡 (南)
- ウィルキンソン郡 (南西)
- アダムズ郡 (西)

## 人口動勢
2000年現在の国勢調査で、この郡は人口8,448人、3,211世帯、及び2,337家族が暮らしている。人口密度は6/km2 (15/mi2) である。3/km2 (7/mi2) の平均的な密度に4,119軒の住宅が建っている。この郡の人種的な構成は白人62.80%、アフリカン・アメリカン36.27%、先住民0.22%、アジア0.07%、太平洋諸島系0.00%、その他の人種0.05%、及び混血0.59%である。この人口の0.53%はヒスパニックまたはラテン系である。

2000年国勢調査に基づくフランクリン郡の人口ピラミッド

この郡内の住民は27.30%が18歳未満の未成年、18歳以上24歳以下が8.80%、25歳以上44歳以下が26.10%、45歳以上64歳以下が22.60%、及び65歳以上が15.20%にわたっている。中央値年齢は37歳である。女性100人ごとに対して男性は92.30人である。18歳以上の女性100人ごとに対して男性は86.10人である。
この郡の世帯ごとの平均的な収入は24,885米ドルであり、家族ごとの平均的な収入は31,114米ドルである。男性は26,676米ドルに対して女性は19,567米ドルの平均的な収入がある。この郡の一人当たりの収入 (per capita income) は13,643米ドルである。人口の24.10%及び家族の20.60%は貧困線以下である。全人口のうち18歳未満の32.10%及び65歳以上の24.10%は貧困線以下の生活を送っている。

## 都市及び町
- Bude
- ミードビル (Meadville)
- Roxie